# 大島令子
大島 令子（おおしま れいこ、1952年5月14日 - ）は、日本の政治家。愛知県長久手市議会議員（3期）。長久手町議会議員（2期）、衆議院議員（1期）を歴任した。

## 来歴
静岡県富士宮市生まれ。静岡県立富士宮東高等学校を経て静岡女子大学を卒業。その後、高麗大学校大学院にて学んだ。
愛媛県松山市にて書店の経営や生活協同組合の運営に携わった。その後、愛知県名古屋市にて会社員として働いていたが、1991年の長久手町議会議員選挙に出馬し、初当選した。1995年の選挙で再選され、連続2期務めた。
1999年の愛知県議会議員選挙に愛知郡選挙区から無所属（民主党・社民党推薦）で立候補するも落選。

### 衆議院議員初当選
2000年、第42回衆議院議員総選挙に社会民主党から立候補。得票数3位で敗れるも比例復活で初当選を果たした。2003年の第43回衆議院議員総選挙で落選。2005年の第44回衆議院議員総選挙は比例単独で立候補し、落選。

### 地方政界への復帰
2007年の長久手町長選挙に立候補を表明し、無所属で出馬したが、600票弱の差で次点となり、加藤梅雄に敗れ落選した。続く2011年8月28日投開票の長久手町町長選挙にも再度立候補し、「情報公開日本一の町」を重点政策に掲げ、5588票を得たが、自由民主党・公明党の推薦を受けた新人候補の吉田一平（8607票）に敗れた。
2015年、長久手市議会議員に初当選。2019年、再選（無投票当選）。2023年、3選。

## 政策
- 選択的夫婦別姓制度導入に賛成。2000年には、大島ら超党派女性国会議員50名が、夫婦別姓選択制を求めて当時の森総理に申し入れを行った。申し入れでは、「とくに若い世代では、夫婦別姓選択制を望む声が高まっています。政府には、世論を喚起するなど、夫婦別姓選択制を導入するための努力を望む」としている[7]。

## 略歴
- 1952年 - 誕生
- 1971年 - 静岡県立富士宮東高等学校卒業
- 1975年 - 静岡女子大学卒業
- 1991年 - 長久手町議会議員
- 2000年 - 衆議院議員
- 2005年 - 高麗大学校大学院修了
- 2015年 - 長久手市議会議員

## 親族
- 娘は尾張旭市議会議員を4期（2003年～2019年）務めた、大島もえ。2019年2月3日投開票の尾張旭市長選挙に立候補し、森和実に敗れた。第49回衆議院議員総選挙は立憲民主党公認で比例東海ブロック単独で立候補したが落選。